# Les Aventures de Saturnin
Pour les articles homonymes, voir Saturnin.
Les Aventures de Saturnin est une série télévisée française en 78 épisodes de 14 minutes, créée par Jean Tourane, produite par Maintenon Films et diffusée du 18 novembre 1965 à 1970 sur la première chaîne de l'ORTF.
Au Québec, elle a été diffusée à partir du 3 novembre 1966 à la Télévision de Radio-Canada puis rediffusée à partir du 13 janvier 1984 sur TVJQ.

## Synopsis
Cette série met en scène des animaux réels auxquels des comédiens prêtent leur voix et narre les aventures d'un canard caractériel, Saturnin, et de ses compagnons : le chien policier, les renards, les marmottes, la chatte, la chèvre, le professeur Popof, le cochon d'inde, Jeannot Lapin, Dame Belette, etc., dans leur village où les animaux savent, par exemple, se déplacer en voiture, manger à table, se loger confortablement, jardiner ou encore faire du ski. Saturnin est aussi un agent secret qui déjoue, notamment, les plans d'une belette ou d'un furet.

## Personnages
- Saturnin
- Chef des Bons Espions
- Dame Belette
- Général/Professeur Popof

## Voix
- Ricet Barrier : Saturnin
- Annie Colette : Dame Belette
- François Lalande : Arsène
- Robert Lamoureux : commentaires

## Fiche technique
- Producteurs : Roger Van Mullem et Maintenon Films
- Coproducteur : Neyrac films[2]
- Textes et dialogues : Jean Tourane, Louise de Vilmorin et Ricet Barrier
- Chanson du générique :
  - Musique : Joe Hajos
  - Paroles : Serge Lebrail
  - Interprète : Isabelle Aubret

## Adaptations littéraires
Les scénarios de deux épisodes de la série ont été adaptés, en 1969, par Paul-Jacques Bonzon, dans deux romans parus en collection Bibliothèque rose : Les Aventures de Saturnin et Saturnin et le vaca-vaca.

## Autour de la série
- Le réalisateur, Jean Tourane, a dû utiliser près de cinquante canetons pour ses films du fait du temps passé à les réaliser (un mois par film). En effet les figurants ne pouvaient tenir le rôle de Saturnin que quelques jours seulement du fait de leur changement de morphologie, ou de leur mort pendant le tournage[5]. Les canetons succombaient soit à cause de la chaleur des éclairages, soit de crise cardiaque, soit de peur, soit de déshydratation, ou encore d'épuisement à la suite des nombreuses prises à recommencer[6].
- En 1994, Saturnin entame une nouvelle carrière aux États-Unis sous le nom de « Dynamo Duck » car les Américains ont racheté les droits de diffusion pour la télévision.
- Le groupe punk français Parabellum a repris la chanson du générique pour l'un de ses albums.